# Thurgood Marshall Federal Judiciary Building
Thurgood Marshall Federal Judiciary Building är en byggnad i området United States Capitol Complex i den amerikanska huvudstaden Washington, D.C. och som används av delar av USA:s rättsväsen. Byggnaden ligger omedelbart öster om Union Station och används som kontor för Administrative Office of the United States Courts, Federal Judicial Center, Office of the Clerk of the Judical Panel on Multidistrict Litigation och United States Sentencing Commission.
Den ägs och underhålls av den federala myndigheten Architect of the Capitol. Byggnaden ritades av arkitekten Edward Larrabee Barnes och uppfördes 1992. Den är namngiven efter Thurgood Marshall som var den första afroamerikanen som utsågs till domare i USA:s högsta domstol.